# Kenneth Wade
Kenneth Wade (* 13. Oktober 1932 in Sleaford; † 16. März 2014) war ein britischer Chemiker auf dem Gebiet der Anorganischen Chemie.
Wade studierte an der University of Nottingham, wo er bei Norman Greenwood promoviert wurde. Als Postdoktorand arbeitete er bei Harry Emeléus in Cambridge und bei Albert Laubengayer an der Cornell University. 1960 wurde er Lecturer am Derby College of Technology und an der University of Durham ab 1961 Lecturer, ab 1971 Senior Lecturer und ab 1977 Reader. 1983 wurde er dort zum Professor ernannt und 1997 emeritiert.
1971 stellte er die auch als Wade-Mingos-Regeln bekannten Wade-Regeln für die räumliche Struktur von Clustern am Beispiel von Boranen auf. Er bezeichnete diese lediglich als Polyhedral Skeletal Electron Pair Theory (PSEPT). Daneben befasste er sich unter anderem mit Azomethin, organischen Phosphorverbindungen, der organischen Lithiumchemie, Lithiumamid und der Chemie von Übergangsmetallen.
1989 wurde er Fellow der Royal Society und 1996 Präsident der Dalton Division der Royal Society of Chemistry.